# Ервін (Південна Дакота)
Ервін (англ. Erwin) — місто (англ. town) в США, в окрузі Кінґсбері штату Південна Дакота. Населення — 40 осіб (2020).

## Географія
Ервін розташований за координатами 44°29′17″ пн. ш. 97°26′27″ зх. д. / 44.48806° пн. ш. 97.44083° зх. д. (44.488024, -97.440858).  За даними Бюро перепису населення США в 2010 році місто мало площу 1,23 км², уся площа — суходіл.

## Демографія
Згідно з переписом 2010 року, у місті мешкало 45 осіб у 22 домогосподарствах у складі 15 родин. Густота населення становила 36 осіб/км².  Було 29 помешкань (24/км²).
Расовий склад населення:
| - 97,8 % — білих |

До двох чи більше рас належало 2,2 %. Частка іспаномовних становила 6,7 % від усіх жителів.
За віковим діапазоном населення розподілялося таким чином: 22,2 % — особи молодші 18 років, 37,8 % — особи у віці 18—64 років, 40,0 % — особи у віці 65 років та старші. Медіана віку мешканця становила 59,5 року. На 100 осіб жіночої статі у місті припадало 104,5 чоловіків;  на 100 жінок у віці від 18 років та старших — 94,4 чоловіків також старших 18 років.
Середній дохід на одне домашнє господарство  становив 25 126 доларів США (медіана — 16 842), а середній дохід на одну сім'ю — 25 403 долари (медіана — 16 842). За межею бідності перебувало 53,7 % осіб, у тому числі 100,0 % дітей у віці до 18 років та 8,3 % осіб у віці 65 років та старших.
Цивільне працевлаштоване населення становило 37 осіб. Основні галузі зайнятості: мистецтво, розваги та відпочинок — 21,6 %, виробництво — 16,2 %, оптова торгівля — 2,7 %, роздрібна торгівля — 2,7 %.